# Tony Shalhoub
Tony Shalhoub (n. 9 octombrie 1953) este un actor american, cel mai cunoscut pentru rolul său Adrian Monk din serialul de televiziune Monk și pentru rolul Antonio Scarpacci din serialul NBC Wings.

## Filmografie

### Filme
| An   | Film                                  | Rol                    | Note |
| ---- | ------------------------------------- | ---------------------- | --- |
| 1986 | Heartburn                             | Pasagerul din avion    | |
| 1988 | Alone in the Neon Jungle              | Nahid                  | film de televiziune |
| 1989 | Money, Power, Murder                  | Seth Parker            | film de televiziune |
| 1989 | Day One                               | Enrico Fermi           | film de televiziune |
| 1989 | Longtime Companion                    | Paul's Doctor          | |
| 1990 | Quick Change                          | Taxicab Driver         | |
| 1991 | Barton Fink                           | Ben Geisler            | |
| 1992 | Honeymoon in Vegas                    | Buddy Walker           | |
| 1993 | Gypsy                                 | Uncle Jocko            | film de televiziune |
| 1993 | Addams Family Values                  | Jorge                  | |
| 1993 | Searching for Bobby Fischer           | Chess Club Member      | |
| 1994 | I.Q.                                  | Bob Rosetti            | |
| 1996 | Radiant City                          | Narator                | film de televiziune |
| 1996 | Big Night                             | Primo                  | National Society of Film Critics Award for Best Supporting Actor Nominalizat la — Chlotrudis Award for Best Actor Nominalizat la — Independent Spirit Award for Best Male Lead                                                                    |
| 1997 | A Life Less Ordinary                  | Al                     | |
| 1997 | Gattaca                               | German                 | |
| 1997 | Men in Black                          | Jack Jeebs             | |
| 1998 | A Civil Action                        | Kevin Conway           | |
| 1998 | The Siege                             | Agent Frank Haddad     | |
| 1998 | The Impostors                         | Voltri, Prima pereche  | |
| 1998 | Paulie                                | Misha Belenkoff        | |
| 1998 | Primary Colors                        | Eddie Reyes            | |
| 1999 | Bătălia galactică                     | Fred Kwan              | |
| 1999 | That Championship Season              | George Sitkowski       | film de televiziune |
| 1999 | The Tic Code                          | Phil                   | |
| 2001 | Thir13en Ghosts                       | Arthur Kriticos        | |
| 2001 | The Man Who Wasn't There              | Freddy Riedenschneider | Nominalizat la — AFI Film Award for AFI Featured Actor of the Year – Male – Movies Nominalizat la — Chicago Film Critics Association Award for Best Supporting Actor Nominalizat la — Online Film Critics Society Award for Best Supporting Actor |
| 2001 | Spy Kids                              | Alexander Minion       | |
| 2001 | The Heart Department                  | Dr. Joseph Nassar      | film de televiziune |
| 2002 | Life or Something Like It             | Profetul Jack          | |
| 2002 | Made-Up                               | Max Hires              | Best of the Fest Award at the Northampton Film Festival Audience Award for Narrative First Film Nominalizat la — Taos Land Grant Award for Best Film                                                                                              |
| 2002 | Impostor                              | Nelson Gittes          | |
| 2002 | Men in Black II                       | Jack Jeebs             | |
| 2002 | Spy Kids 2: The Island of Lost Dreams | Alexander Minion       | |
| 2003 | Party Animals                         | Celebrity Father       | |
| 2003 | Spy Kids 3-D: Game Over               | Alexander Minion       | |
| 2003 | T for Terrorist                       | Omul în costum alb     | |
| 2003 | Something More                        | Mr. Avery              | |
| 2004 | The Last Shot                         | Tommy Sanz             | |
| 2004 | Against the Ropes                     | Sam LaRocca            | |
| 2005 | The Great New Wonderful               | Dr. Trabulous          | |
| 2006 | Cars                                  | Luigi                  | Voce |
| 2007 | Careless                              | Mr. Roth               | |
| 2007 | AmericanEast                          | Sam                    | |
| 2007 | 1408                                  | Sam Farrell            | |
| 2008 | L.A. Actors                           | Bum                    | |
| 2009 | Feed the Fish                         | Sheriff Anderson       | |
| 2010 | How Do You Know                       | Psihiatru              | |
| 2011 | Cars 2                                | Luigi                  | Voce |
| 2011 | Spy Kids 4: All the Time in the World | Alexander Minion       | |
| 2012 | Hemingway & Gellhorn                  | Koltsov                | se filmează |

### Televiziune
| An          | Titlu             | Rol                         | Note |
| ----------- | ----------------- | --------------------------- | --- |
| 1986        | The Equalizer     | Terrorist                   | Sezonul 1, Episodul 19 "Breakpoint" |
| 1987        | Spenser: For Hire | Dr. Hambrecht               | Sezonul 2, Episodul 19 "The Road Back" |
| 1991        | Monsters          | Mancini                     | Sezonul 3, Episodul 17 "Leavings" |
| 1991 – 1997 | Wings             | Antonio Scarpacci           | 136 episoade |
| 1992        | Dinosaurs         | Jerry                       | Voce (păpușa) Sezonul 2, Episodul 14 "Fran Live" |
| 1995        | Gargoyles         | The Emir                    | Voce Sezonul 2, Episodul 31 "Grief" |
| 1995        | The X-Files       | Dr. Chester Ray Banton      | Sezonul 2, Episodul 23 "Soft Light" |
| 1996        | Frasier           | Manu Habib                  | Sezonul 3, Episodul 23 "The Focus Group" |
| 1996        | Almost Perfect    | Alex Thorpe                 | Sezonul 1, Episodul 16 "Auto Neurotic" |
| 1999        | Ally McBeal       | Albert Shepley              | Sezonul 2, Episodul 18 "Those Lips, That Hand" |
| 1999 – 2000 | Stark Raving Mad  | Ian Stark                   | 22 episoade |
| 2000        | MADtv             | Șofer de Taxi, În Rolul său | Season 5, Episode 18 Season 5, Episode 24 |
| 2002 – 2009 | Monk              | Adrian Monk                 | 125 episoade Primetime Emmy Award for Outstanding Lead Actor in a Comedy Series (Cîștigat în 2003 și 2005–2006, Nominalizat în 2004, 2007–2010) Family Television Award for Best Actor (2006) Golden Globe Award for Best Actor – Television Series Musical or Comedy (Won 2003, Nominalizat în 2004–2005, 2007, 2009) Screen Actors Guild Award for Outstanding Performance by a Male Actor in a Comedy Series (Câștigat în 2004–2005, Nominalizat în 2003 and 2007–2010) Nominalizat în — Prism Award for Best Performance in a Comedy Series (2007) Nominalizat la — Satellite Award for Best Actor – Television Series Musical or Comedy (2004–2005) Nominalizat la — Television Critics Association Award for Individual Achievement in Comedy (2003) |

### Jocuri video
| An   | Film                                      | Rol     |
| ---- | ----------------------------------------- | ------- |
| 1997 | Fallout: A Post-Nuclear Role-Playing Game | Aradesh |
| 2006 | Cars                                      | Luigi   |
| 2007 | Cars Mater-National                       | Luigi   |
| 2009 | Cars Race-O-Rama                          | Luigi   |

### Producător
| An          | Film          |
| ----------- | ------------- |
| 2003 – 2009 | Monk          |
| 2005        | Mush          |
| 2009        | Feed the Fish |
| 2009        | Pet Peeves    |

### Regizor
| An   | Film    |
| ---- | ------- |
| 2002 | Made-Up |